# ГЕС-ГАЕС Феррера
ГЕС-ГАЕС Феррера — гідроелектростанція на сході Швейцарії. Становить верхній ступінь у гідровузлі, створеному в верхній частині сточища річки Хінтеррайн (Задній Рейн, правий виток Рейну). При цьому її права притока Аверзеррайн (Averser Rhein) дренує північну частину гірського хребта Оберхальбштайн, тоді як сам Хінтеррайн стікає з північного сходу Лепонтинських Альп.
Основне водосховище гідровузла Valle di Lei об'ємом 197 млн м3 споруджене на Reno di Lei (ліва притока Аверзеррайн). Його утримує завершена у 1961 році бетонна аркова гребля висотою 138 метрів та довжиною 690 метрів, яка має товщину від 15 (по гребеню) до 28 метрів та потребувала 840 тис. м3 матеріалу. Первісно гребля розташовувалась на території Італії, проте за результатами прикордонного врегулювання була передана Швейцарії. При цьому майже все водосховище залишається на італійській території, яка забезпечує надходження третини ресурсу.
Зі швейцарської території вода подається до сховища за допомогою водозбірної системи, яка охоплює район на схід від долини Reno di Lei. Вона включає:
- невелике сховище об'ємом 370 тис. м3, створене в долині Madrish Rhine (ще одна ліва притока Аверзеррайн) за допомогою аркової греблі Преда висотою 23 метри та довжиною 99 метрів, яка потребувала 3 тис. м3 матеріалу;
- загату на Аверзеррайн висотою 3 метри;
- водозабори зі ще 12 струмків.
Від водосховища Valle di Lei до машинного залу, розташованого в долині Аверзеррайн нижче місця впадіння Reno di Lei, веде головний дериваційний тунель, який приймає по дорозі додатковий ресурс із Ual da Niemet (ще одна ліва притока Аверзеррайн) та забезпечує максимальний напір у 524 метри. Зал, споруджений у підземному виконанні, має розміри 143х29 метрів та висоту 24 метри. Доступ до нього здійснюється через під'їзний тунель довжиною 180 метрів. Основне обладнання станції становлять три турбіни типу Френсіс загальною потужністю 185 МВт. Крім того, встановлено два насоси загальною потужністю 90 МВт, які можуть закачувати до водосховища Valle di Lei воду із:
- нижнього балансуючого резервуару об'ємом 300 тис. м3, створеного на Аверзеррайн за допомогою бетонної гравітаційної греблі Іннерферрера висотою 28 метрів та довжиною 61 метр, яка потребувала 15 тис. м3 матеріалу;
- водосховища Sufers, спорудженого на Хінтеррайн та з'єднаного тунелем з машинним залом станції Феррера. Зазначене сховище становить основний резервуар другого ступеню гідровузла — ГЕС  Bärenburg.